# 藍道夫·凱迪克
藍道夫·凱迪克（Randolph Caldecott /ˈkɔːldəˌkɑːt/；1846年3月22日—1886年2月12日）是一位英格蘭插畫家，凱迪克獎就是為了紀念他而建立的。他給童書繪製的插畫對同期的許多藝術家產生了影響。除去童書之外，他也為各類小說繪製插圖。

## 生平
他出生於切斯特橋街150號，是其父約翰·凱迪克13個子女中的老三。其父結過兩次婚，他是約翰的第一位妻子瑪麗·黛娜所生。他曾在切斯特的國王學校（King's School）讀書。14歲離開學校後在惠特徹奇的一家銀行工作。業餘時間在鄉下散步，觀察自然。1861年在《伦敦新闻画报》上出版第一幅插畫。

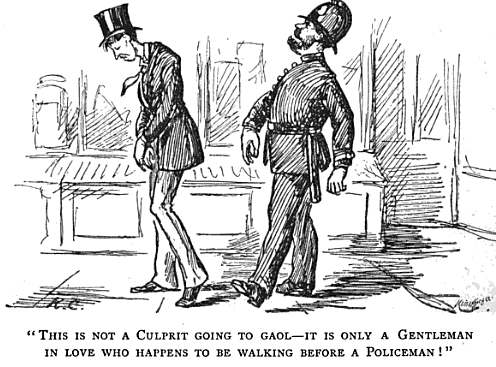
藍道夫在曼徹斯特一家報紙上繪製的插畫

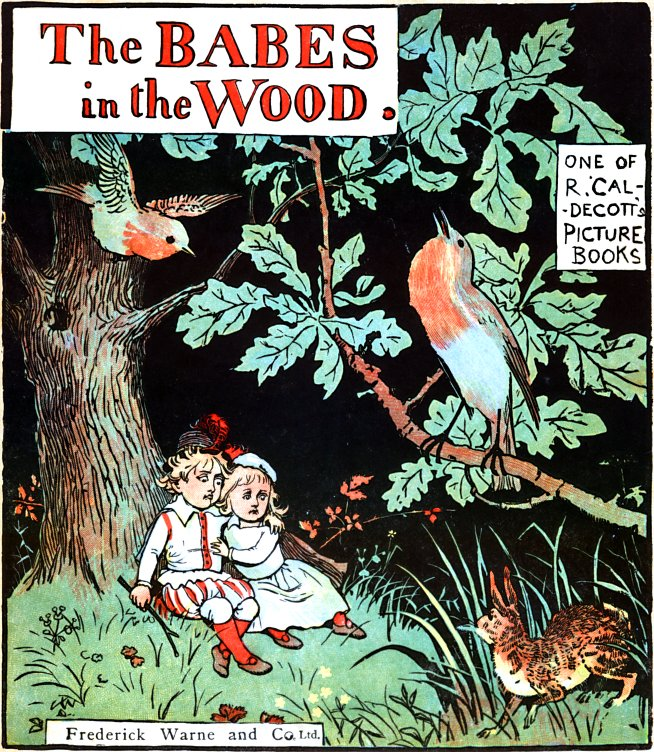
為《Babes in the Wood》繪製的插畫

後來他被派到曼徹斯特的銀行上班，業餘時間在曼徹斯特藝術學校（Manchester School of Art，今曼徹斯特都會大學）讀夜校，他的插畫受到了讀者的歡迎，也引起了其他藝術家托馬斯·阿姆斯特朗（Thomas Armstrong）、倫敦出版商亨利·布萊克伯恩（Henry Blackburn）的關注。布萊克伯恩與他建立了終身友誼，且在自己的《倫敦社會》（London Society）雜誌上為藍道夫出版了許多作品。
1872年他辭職搬到倫敦做專職畫家。他曾在斯莱德美术学院學習過一段時間，在大英博物館對面的大羅素街（Great Russell Street）建立了工作室，並結識了但丁·加百列·羅塞蒂、約翰·艾佛雷特·米萊和弗雷德里克·雷顿等藝術家。1879年搬到肯特郡的坎姆辛（Kemsing），與瑪麗安·布林德（Marian Brind）訂婚，兩年後的3月18日結婚。

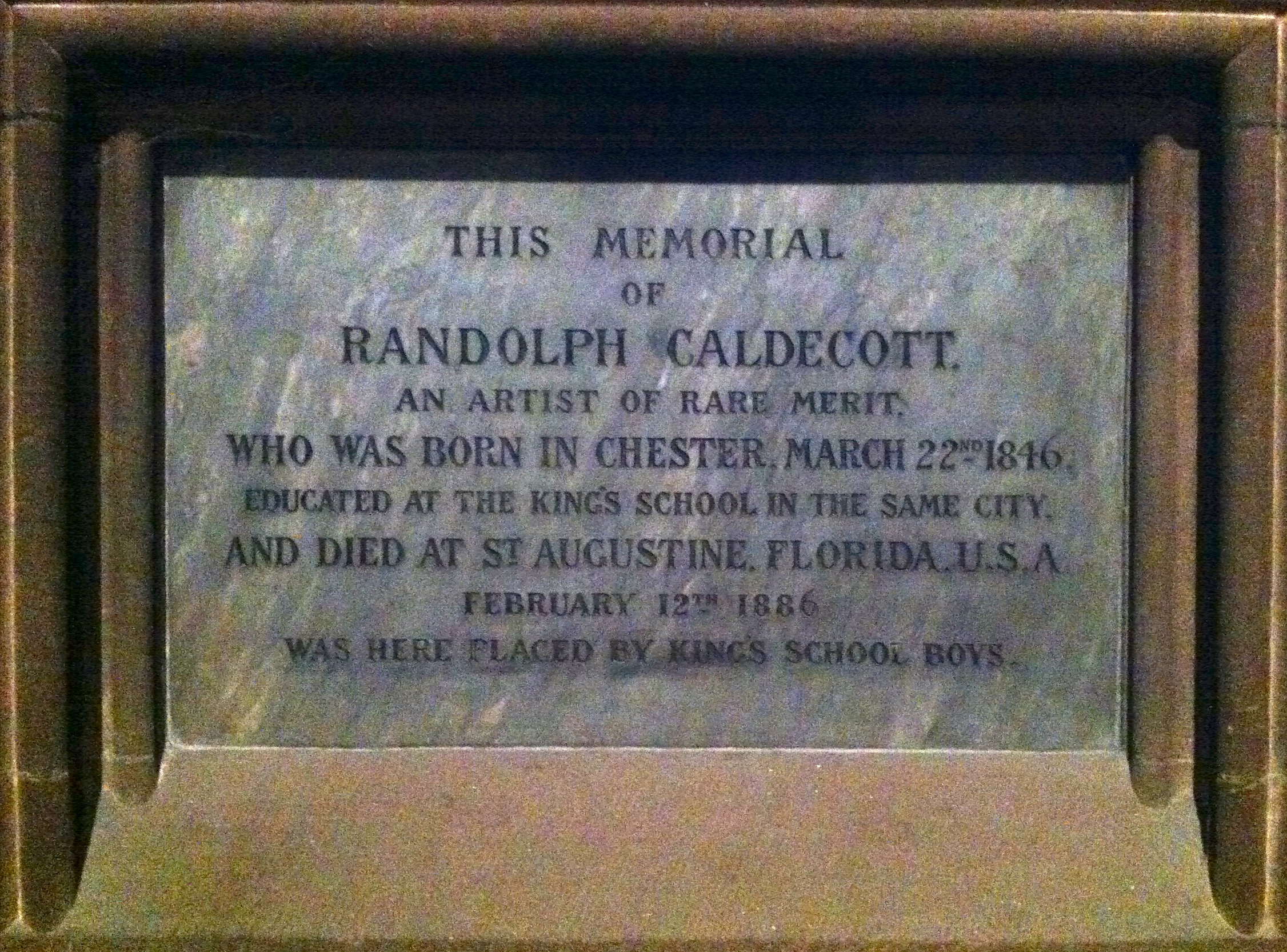
切斯特大教堂的紀念碑

他自小身體就不好，所以經常去氣候溫暖的地區（如地中海附近）休養身體。1886年冬他與妻子一同前往佛羅里達，但佛羅里達天氣意外地寒冷，不久他就患上嚴重的胃炎，最終死於聖奧古斯丁，葬於當地的常青樹公墓（Evergreen cemetery）。他的朋友們為他在倫敦的聖保羅大教堂又樹了一個紀念碑，設計人是阿爾弗雷德·吉爾伯特。他故鄉的切斯特大教堂中也有其紀念碑。

## 外部連接
- R. Caldecott online （页面存档备份，存于） (ArtCyclopedia)
- Randolph Caldecott的作品  - 古騰堡計劃
- Randolph Caldecott  - 古滕堡分布式校对（加拿大）
- 互联网档案馆中藍道夫·凱迪克的作品或与之相关的作品
- 來自藍道夫·凱迪克的LibriVox公共領域有聲讀物
- Randolph Caldecott in Manchester Art Gallery （页面存档备份，存于）